# 32044 Lakmazaheri
32044 Lakmazaheri este un asteroid din centura principală de asteroizi.

## Descriere
32044 Lakmazaheri este un asteroid din centura principală de asteroizi. A fost descoperit pe 7 mai 2000 la Socorro, New Mexico, în cadrul proiectului LINEAR. Asteroidul prezintă o orbită caracterizată de o semiaxă mare de 2,27 ua, o excentricitate de 0,20 și o înclinație de 3,2° în raport cu ecliptica.